# Padozel
Der Padozel ist ein Bach in Frankreich, der im Département Vosges in der Region Grand Est verläuft.

## Geographie

### Verlauf
Der Padozel entspringt im Ortsgebiet von Padoux, entwässert zunächst in nordöstlicher Richtung, schwenkt dann aber auf Nord und mündet nach rund 13 Kilometern im Gemeindegebiet von Rambervillers als linker Nebenfluss in die Mortagne, die kurz davor in einer Industrieanlage unterirdisch verläuft und zur Wasserversorgung verwendet wird.

### Zuflüsse
(Reihenfolge in Fließrichtung)
- Ruisseau le Pinson (links), 5,09 km
- Ruisseau la Padaine (links), 7,27 km
- Ruisseau le Ponsrupt (rechts), 1,98 km
- Ruisseau des Roses (links), 4,54 km

### Orte am Fluss
(Reihenfolge in Fließrichtung)
- Padoux
- Bult
- Vomécourt
- Ferme de Bouzillon, Gemeinde Rambervillers
- Rambervillers
- La Rosière, Gemeinde Rambervillers